# Saint-Maurice-de-Tavernole

Saint-Maurice-de-Tavernole este o comună în departamentul Charente-Maritime, Franța. În 2013 avea o populație de 136 de locuitori.